# Anin
Pour l’article homonyme, voir Anin (Poméranie-Occidentale).
Anin est une subdivision de la ville de Varsovie dans le Wawer, en Pologne.

## Galerie

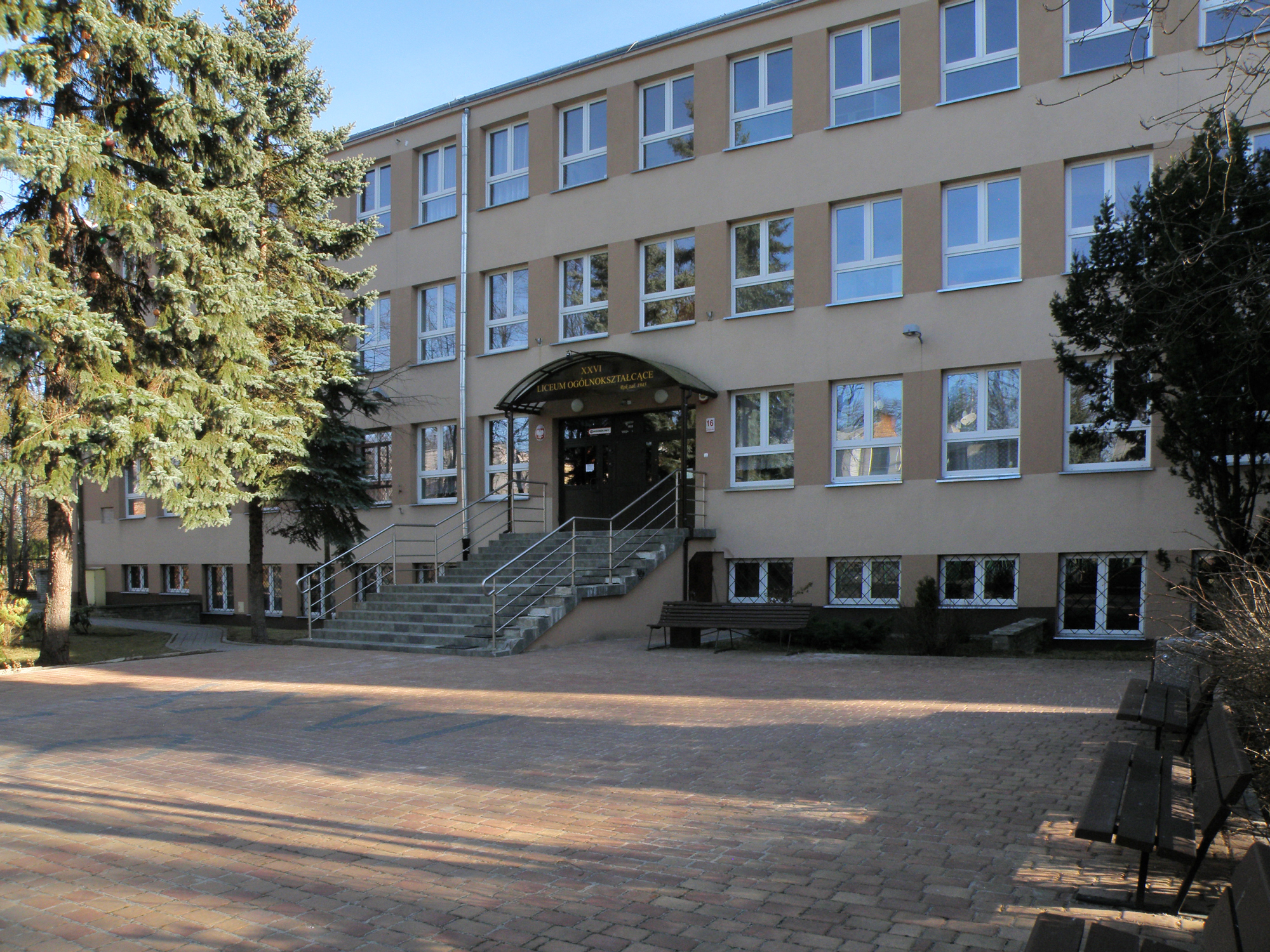
Le lycée
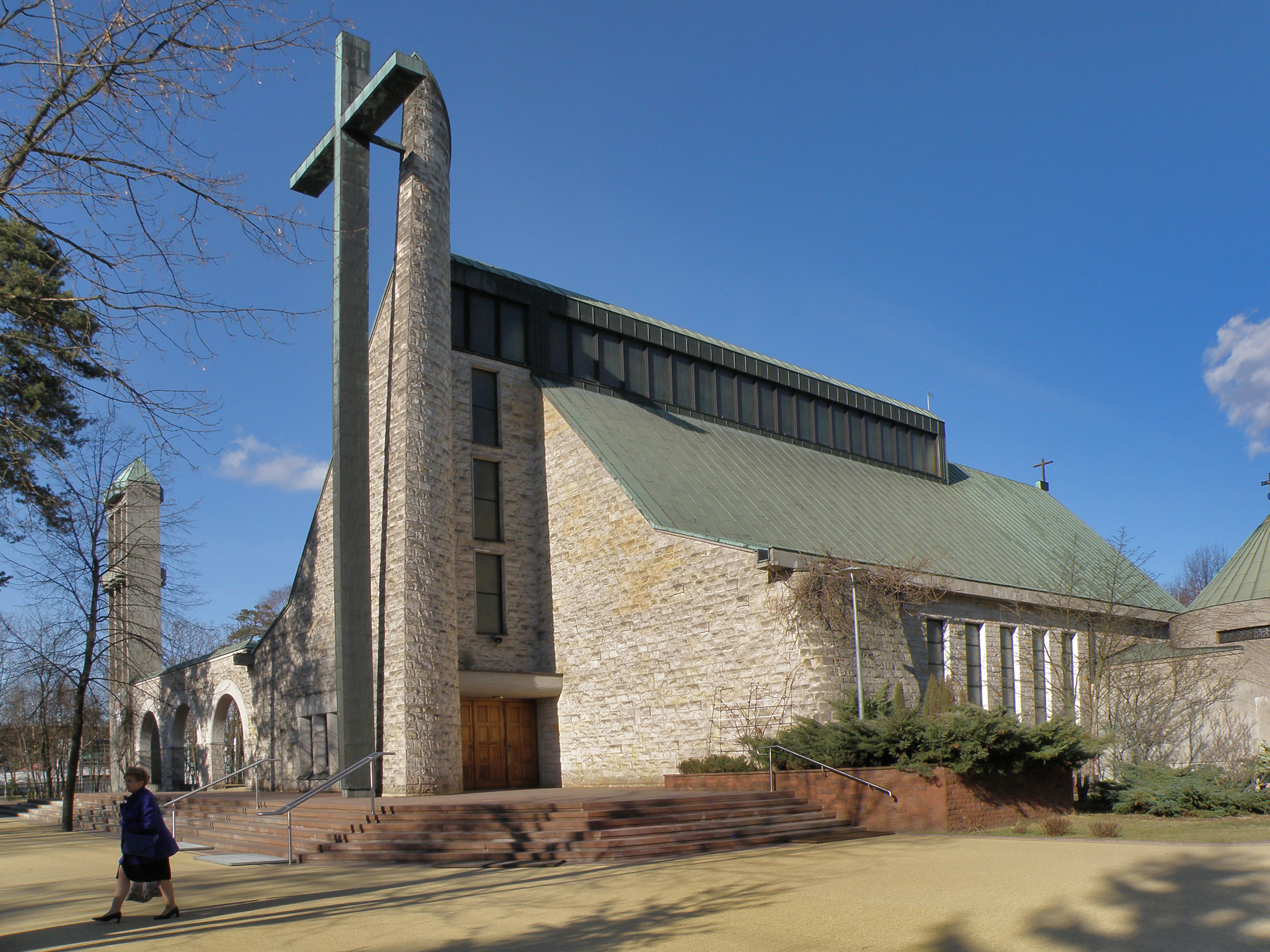
Paroisse Notre-Dame
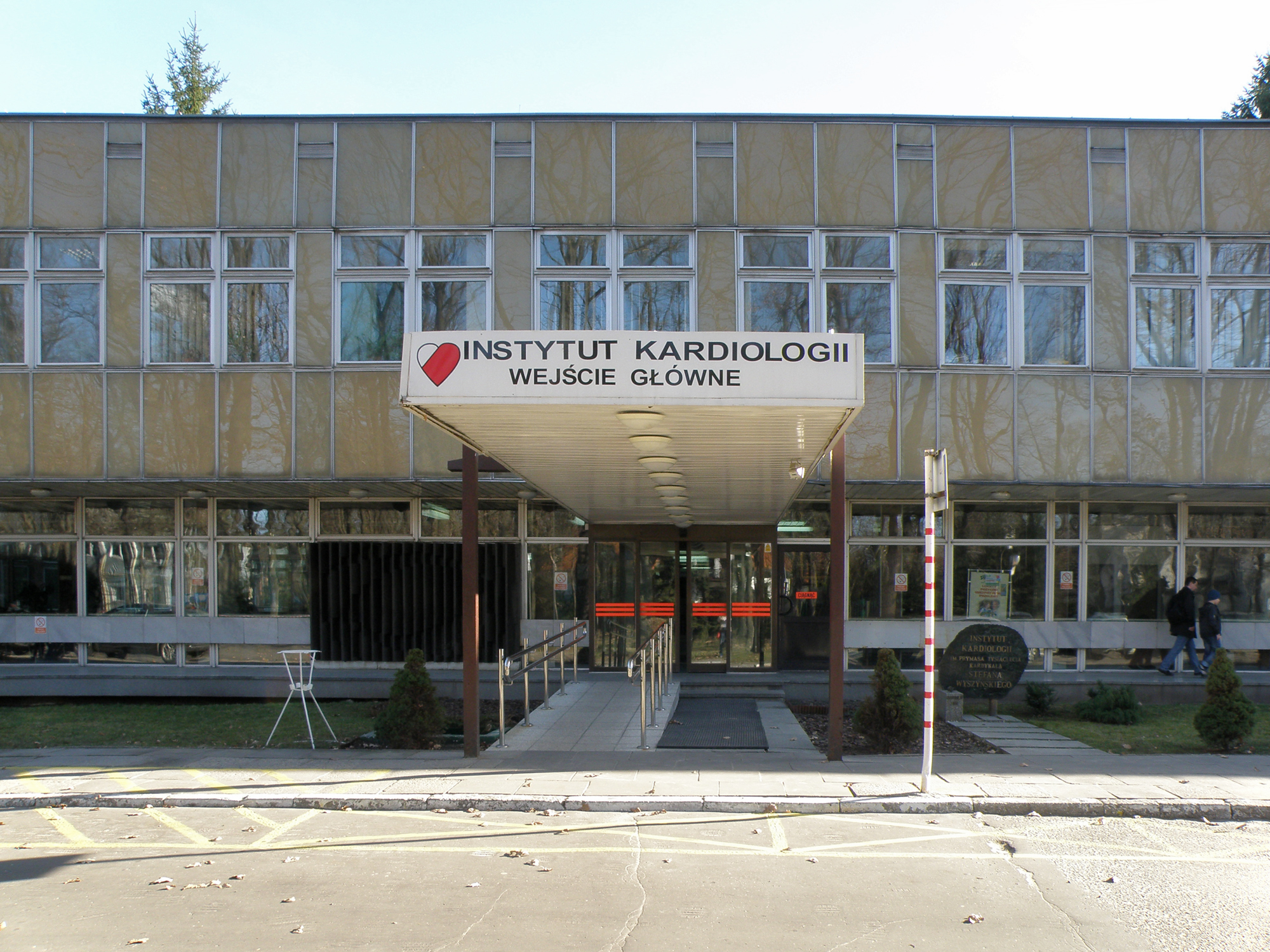
Institut de cardiologie
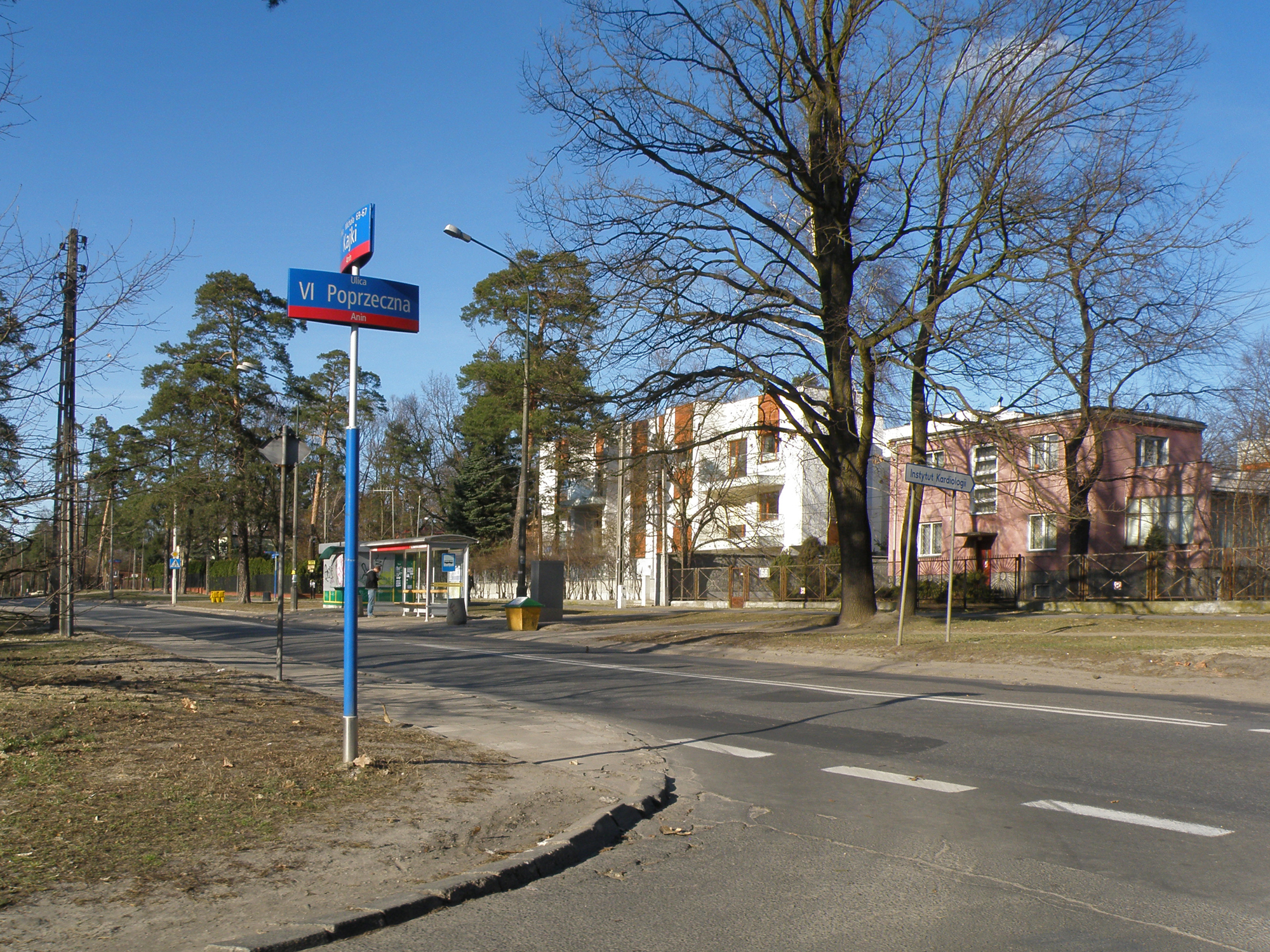
La rue Kajki

## Personnalités
- Bronia Dluska
- Kazimierz Dłuski
- Matylda Getter